# Briqueterie (fabrique)
Pour les articles homonymes, voir Briqueterie.
Cet article court présente un sujet plus développé dans : Brique (matériau).

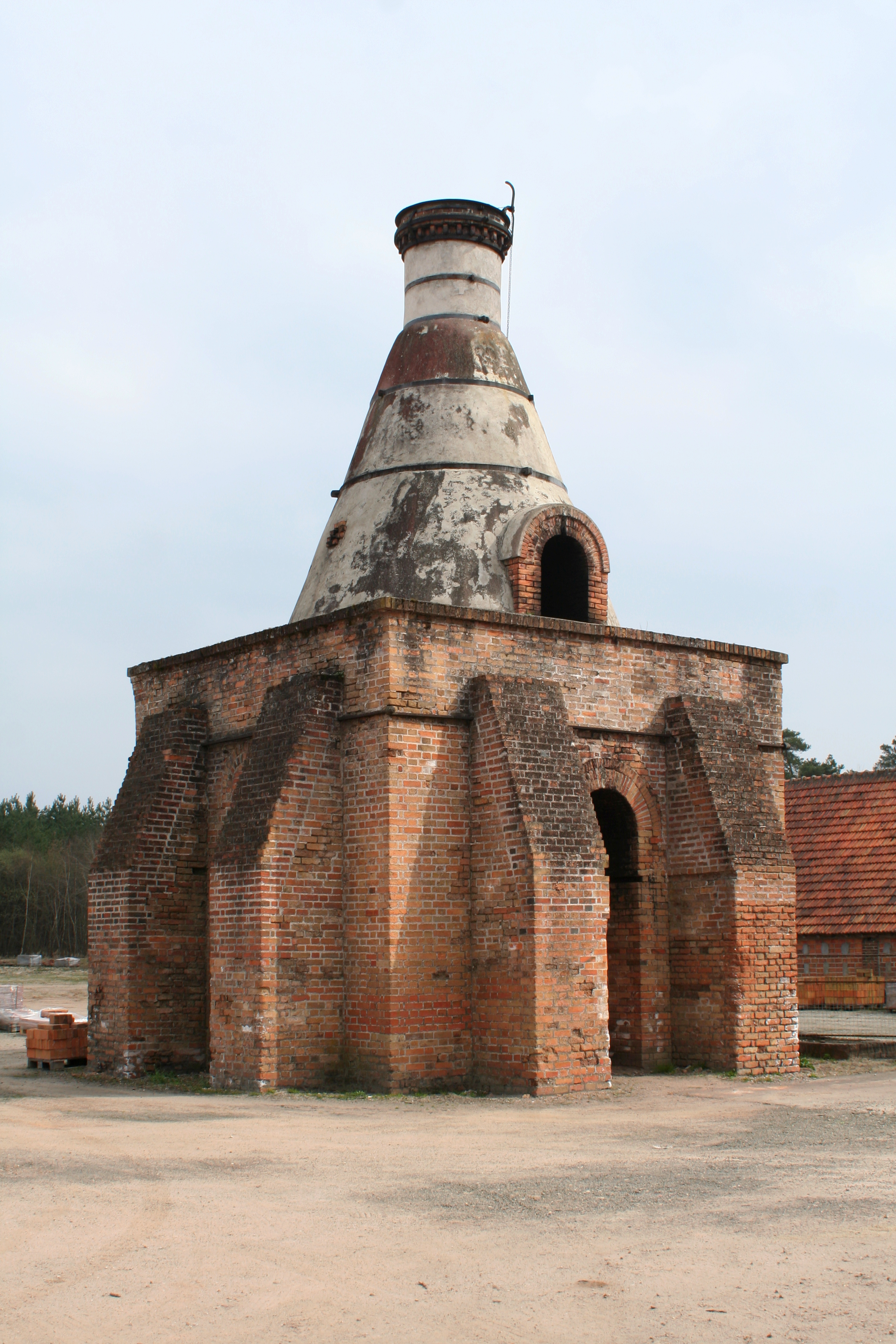
Four à briques du XIXe siècle en Sologne. Tuilerie de la Bretèche.

Une briqueterie est une usine servant à la fabrication de briques en terre cuite.
Les différents éléments de la fabrique sont un espace pour façonner les briques, à partir de glaise ; un espace pour stocker les briques pendant le séchage, et enfin l'élément principal, un four dédié à la cuisson : le four à briques.

## Modernisation
Les techniques de fabrication se sont modernisées au fil des années, passant d'une façonnage de la glaise foulé au pied vers diverses techniques d'homogénéisation et de pétrissage. De même, le moulage autrefois dans des moules se fait maintenant par extrusion, et permet des innovations notamment les briques creuses. Enfin le séchage au soleil est remplacé par des séchoirs avec température et hygrométrie contrôlées.

## Briqueteries
- Briqueterie des Touillards-Vairet-Baudot
- Briqueterie de Saint-Ilan
- Briqueterie de Feucherolles
- Briqueterie de Claybank
- Briqueterie de Boissières
- Briqueterie Le Croc
- Briqueterie Dewulf
- Briqueterie des Chauffetières
- Briqueterie Lambert
- Briqueterie de Launaguet